# Christian Alwart
Christian Alwart (* 26. Dezember 1624 in Körlin, Hinterpommern; † 7. Februar 1696) war ein deutscher Musikpädagoge und lutherischer Pastor.

## Leben
Nach Beendigung seines Studiums in Königsberg wurde Alwart (latinisiert Alwartus) 1649 als Kantor an die Stadtschule von Falkenburg berufen, wo er in der Folgezeit Rektor wurde. Aus der Falkenburger Zeit stammen verschiedene lateinische und deutsche Gelegenheitsgedichte.
1654 wurde er Pastor in Altenwalde bei Tempelburg im Landkreis Neustettin. 1656 nahm er eine Stellung als Konrektor am Gymnasium von Neustettin an, wo er 1658 zusätzlich Diaconus und zweiter Prediger wurde und in dieser Doppelfunktion etwa ein Jahr lang amtierte, ehe er das Konrektorat einem Schwager überließ. Als 1657 in Neustettin die Pest ausbrach, verließ er zeitweise die Stadt und hielt nach dem Abklingen der Epidemie dann am 26. Februar 1658 in der Aula seines Gymnasiums eine öffentliche Rede in lateinischen Versen. Sie war dem Burgrichter und Amtshauptmann von Neustettin, zu dieser Zeit Ulrich Gottfried von Somnitz (1619–1660), und dem Rat der Stadt gewidmet, denen gegenüber der Verfasser in dieser Widmung auch Rechenschaft ablegte für seinen zeitweisen Rückzug aus der Stadt. Der Hauptteil enthielt eine Beschreibung der Pest und ihrer Umstände und Ursachen und schloss mit einer Danksagung an Gott für die Befreiung von dieser Seuche. Das Werk wurde noch im selben Jahr bei Jakob Kuse in Kolberg gedruckt. Aus dem heute verschollenen Druck sind durch Exzerpte von Franz Woken (1732) ein Abschnitt von 60 daktylischen Hexametern und die abschließende Ode in sechs sapphischen Strophen mit der Danksagung an Gott erhalten, beides in jüngerer Zeit von Siegmar Döpp (2015) zusammen mit einer deutschen Übersetzung und ausführlichem Kommentar herausgegeben.
Durch einen Brief des Pastors Martin Philipp Neander vom 2. April 1756, der als ehemaliger Schüler, Kantor und Rektor der Falkenburger Schule gute Kenntnis der dortigen Lehrerschaft besaß, ist auch der Wahlspruch Alwarts bekannt, den dieser durch Umstellung der Buchstaben seines Namens gebildet haben soll: Christe! Accipe contritum pectus („Christus, empfange das reumütige Herz!“)

## Werke
- Λοιμολογία, h[oc] e[st] Metrica descriptio PESTIS, quae oppidum nostrum NEOSEDINVM proxime elapso anno 1657., mense Julio, primum affligere coepit, & usque ad exodium ejusdem anni fere perseverans [...]. Kolberg 1658.